# Autodrom Most

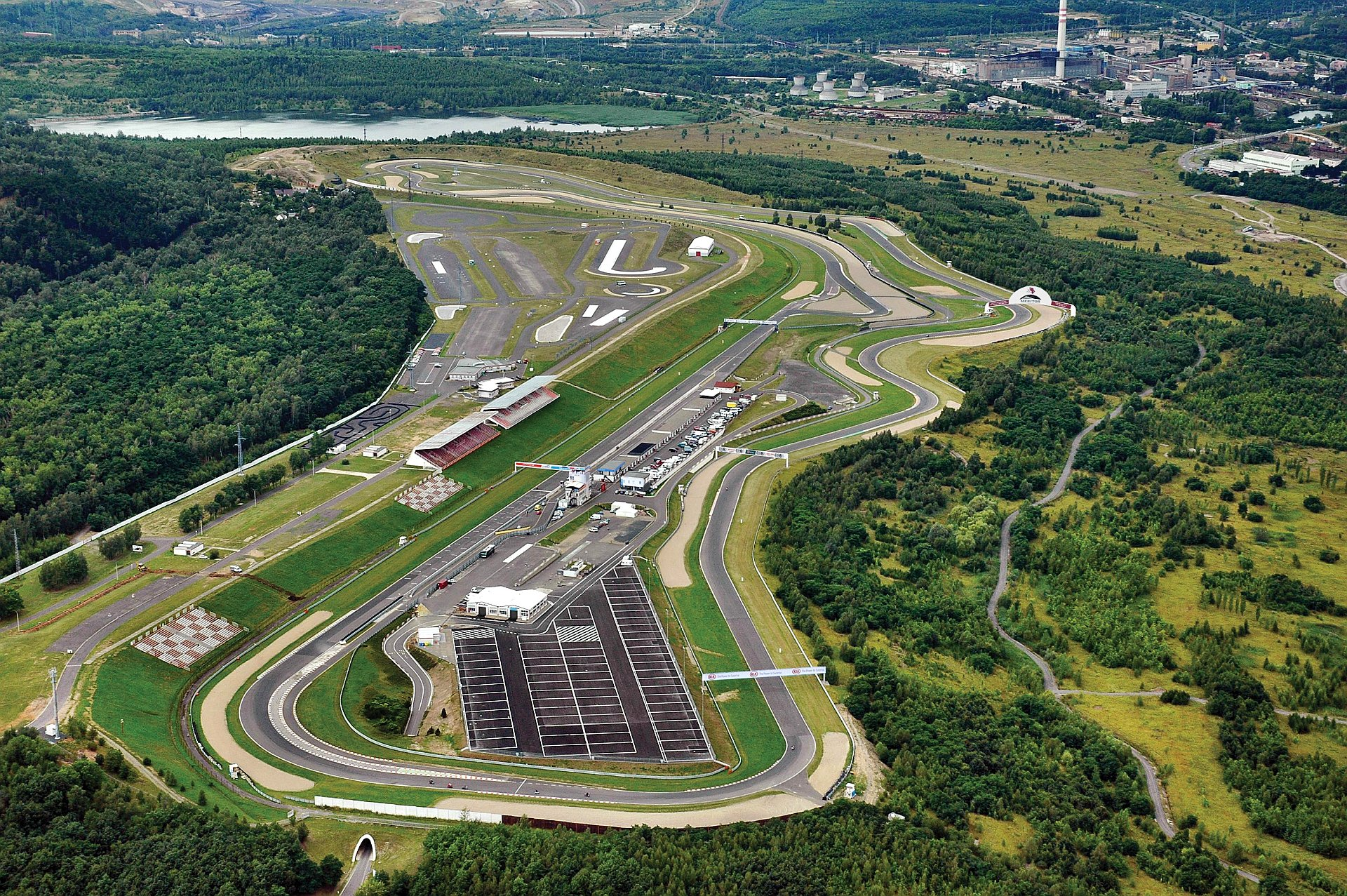
Autodrom Most

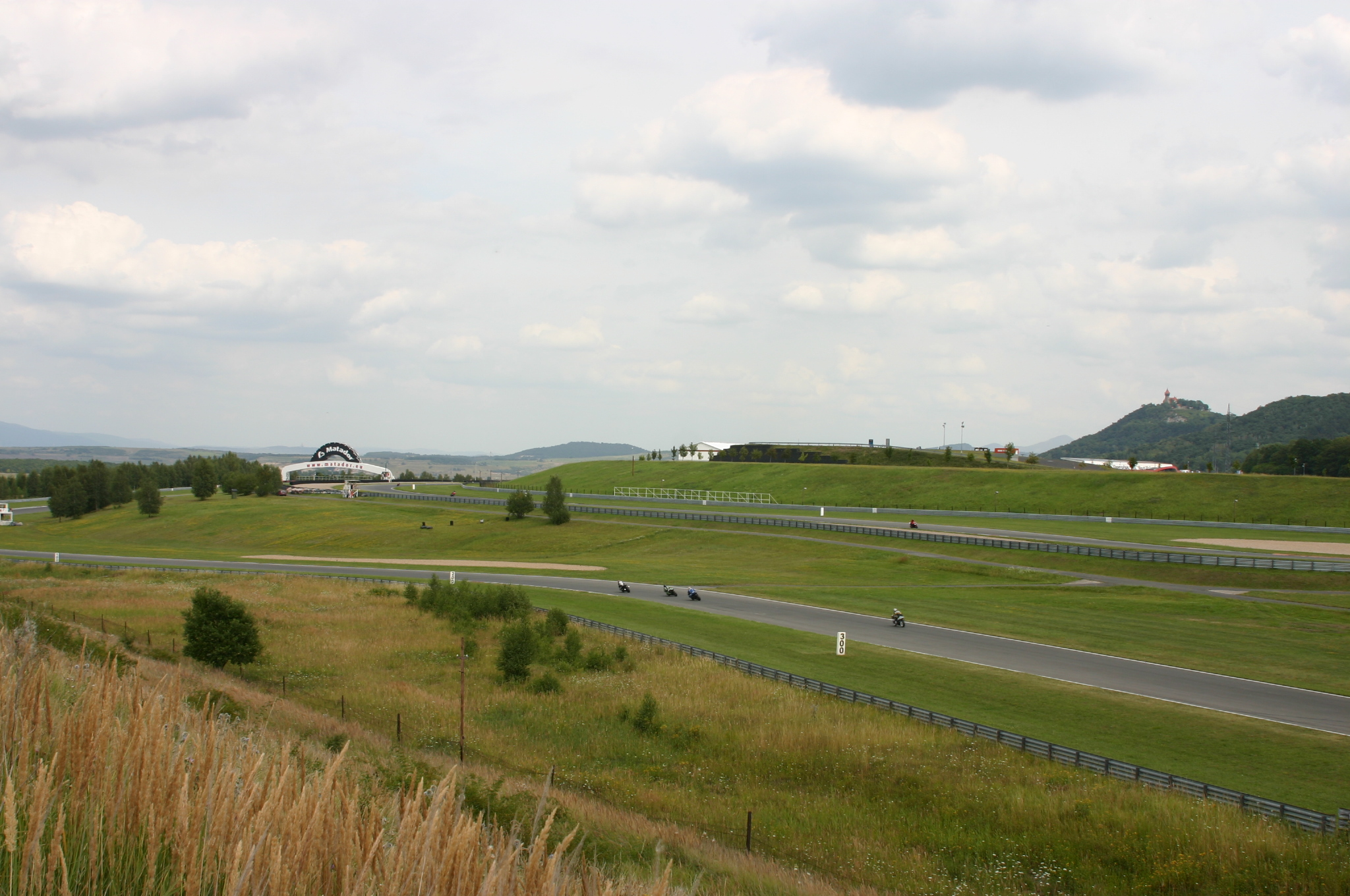
Pohled na okruh od západu

Autodrom Most je závodní okruh ve městě Most otevřený roku 1983. Asfaltobetonový okruh v délce 4,2 km slouží závodům automobilů, trucků, motocyklů a volným okruhovým jízdám, ale i ke zkušebním jízdám prototypů, cvičení řidičů hasičských, sanitních a policejních vozů, ke cvičení řidičů v krizových situacích apod. Představuje jeden ze tří zdejších okruhů, vedle Aquadromu a Hipodromu.

## Historie
Před dokončením dnešního okruhu se nejprve závodilo na trati kolem bývalého pivovaru ve starém Mostě. První závod na území města se konal dne 25. května 1947. Poté se závody přesouvaly do ulic města, až si největší oblibu získal okruh kolem Stalingradské čtvrti v již novém Mostě.
Do otevření nového závodního okruhu se na území města konalo 35 automobilových a 22 motocyklových závodů.
Závodní okruh byl budován od roku 1978 do roku 1983; vznikl rekultivací bývalé důlní výsypky povrchového dolu Vrbenský. Popud k jeho vzniku daly úspěchy Mostu v pořádání motocyklových a automobilových závodů.
V roce 1995 byl okruh předán do správy společnosti Autodrom Most s. r. o., která se postarala po několika letech chátrání o celkovou rekonstrukci, zvelebení a o reklamní zviditelnění.

## Kategorie
Na okruhu se jezdí národní i mezinárodní závody: 
- HistoCup & The Most Classic

- Carbonia Cup
- Mistrovství Světa superbiků (WorldSBK)
- NASCAR Euro Series (EuroNASCAR)
- European Truck Racing Championship (ETRC)

## Parametry tratě
- délka 4219 m
- šířka 12–14 m
- nejdelší rovina 792 m
- nejkratší rovina 150 m
- počet zatáček 21 (9 levých a 12 pravých)
- převýšení 12,04 m
- maximální stoupání +2,8 %
- maximální klesání −3,2 %
- směr jízdy ve směru hodinových ručiček

## Traťové rekordy
- motocykl –  1:31,936 min., Toprak Razgatlıoğlu (Superbike – Yamaha R1), 30. července 2022

- automobil – 1:22,981 min., Bernd Herndlhofer (monopost F1 – Arrows A22), 29. srpna 2020

- truck – 2:01,340 min., David Vršecký (Freightliner Buggyra), 31. srpna 2009